# 大阪市立市岡東中学校
大阪市立市岡東中学校（おおさかしりつ いちおかひがしちゅうがっこう）は、大阪府大阪市港区にある公立中学校。
大阪市立市岡中学校の生徒数増加により、1973年に同校の分校として開設されたことが、学校の始まりとなっている。翌1974年に独立校となった。

## 沿革
- 1973年4月23日 - 大阪市立市岡中学校分校として開校。この日を創立記念日とする。
- 1974年4月 - 大阪市立市岡東中学校として独立開校。校章制定。
- 1975年10月 - 講堂兼体育館・プール竣工
- 1976年2月 - 校歌制定
- 1997年4月 - 港区のスクールカウンセラー拠点校となる。
- 2000年12月 - エレベーター棟完成。
- 2003年10月 - 校舎の耐震補強工事及び西側外壁補修完了
- 2010年4月1日 - 「学校元気アップ地域本部事業」実施校
- 2011年2月 - 体育館耐震工事完了
- 2012年8月 - 3年普通教室、2年学習室、特別支援教室に空調設備設置
- 2013年1月 - 給食配膳室完備
- 2021年7月 - 体育館に空調設備設置
- 2024年4月 - 南市岡3丁目の通学区域を市岡中学校から市岡東中学校に変更[1]。

## 通学区域
- 大阪市立波除小学校と大阪市立南市岡小学校の通学区域。

大阪市港区 波除1-6丁目、市岡元町1-3丁目、南市岡1-3丁目（南市岡3丁目は2024年度新入生から）。

## 交通
- JR大阪環状線・地下鉄中央線 弁天町駅 南東へ約250m。